# Пономарев (хутор)
Пономарев — хутор в Кашарском районе Ростовской области.
Входит в состав Талловеровского сельского поселения.

## История
В хуторе Пономарев Краснокутской станицы Усть-Медведицкого округа Области Войска Донского восставшие против Советской власти казаки организовали суд над пленёнными участниками экспедиции Подтелкова с участием старых казаков Краснокутской и Милютинской станиц. В присутствии большого числа жителей близлежащих поселений были повешены Кривошлыков и Подтёлков.

## География

### Улицы
| - ул. Береговая, - ул. Заречная, - ул. Луговая, - ул. Молодёжная, - ул. Песчаная, - ул. Садовая, | - ул. Степная, - ул. Тихая, - ул. Центральная, - ул. Широкая, - ул. Школьная. |

## Население
| 2010 |
| ---- |
| 720  |